# Bijaći
Bijaći – nazwa obszaru historycznego znajdującego się w rejonie Trogiru i Miasta Kaštela, nad Divulje, w kierunku zboczy góry Kozjak, na północ od Trečanicy, na zachód od Trnošćaka. 

## Historia
W starożytności istniała tam osada Siculi, którą cesarz Klaudiusz zasiedlał weteranami. Przyjmuje się, że Bijaći było również okresowo siedzibą chorwackich władców. Tam książę Trpimir I wydał, w 852 r., statut potwierdzający nadanie księciu Misławowi metropolii splickiej, w którym po raz pierwszy pojawia się nazwa Chorwat. W miejscu zwanym Stombrate znajdują się ruiny kościoła św. Marty, który był wspominany w dokumentach z czasów księcia Muncimira (892 r.). 
W rejonie Bijaći odnaleziono liczne zabytki archeologiczne m.in. rzeźby, grobowce, kamienne fragmenty z motywem tzw. plecionki chorwackiej. Liczne artefakty znajdują się obecnie w Muzeum Chorwackich Zabytków Archeologicznych w Splicie.